# 弗洛朗坦
弗洛朗坦（法語：Florentin，法語發音：[flɔʁɑ̃tɛ̃] ⓘ）是法国奧克西塔尼大區塔恩省的一个市镇，属于阿尔比区。

## 地理
弗洛朗坦（43°53'17"N, 2°2'0"E）面积12.62 平方千米，位于法国奧克西塔尼大區塔恩省，该省份为法国南部内陆省份，北起顺时针与阿韦龙省、埃罗省、奥德省、上加龙省和塔恩-加龙省接壤。
与弗洛朗坦接壤的市镇（或旧市镇、城区）包括：塔恩河畔马尔萨克、阿尔比、欧萨克、卡达朗、拉格拉沃、鲁菲亚克。
弗洛朗坦的时区为UTC+01:00、UTC+02:00（夏令时）。

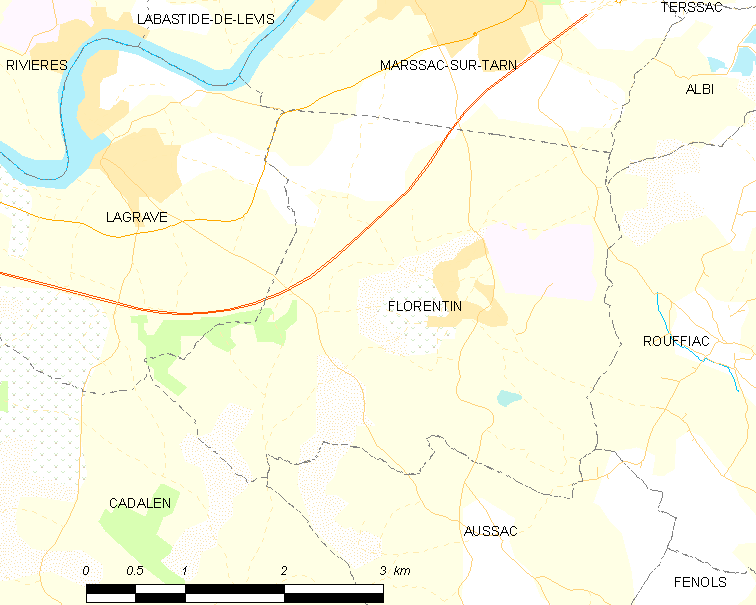
弗洛朗坦的OSM定位图

## 行政
弗洛朗坦的邮政编码为81150，INSEE市镇编码为81093。

## 政治
弗洛朗坦所属的省级选区为两岸县。

## 人口

1962-2008年间弗洛朗坦人口变化图示

弗洛朗坦于2022年1月1日时的人口数量为735人。